# Mistrzostwa Polski w Judo 1957
1. edycja Mistrzostw Polski w judo odbyła się w dniach 18-19 maja 1957 roku w Łodzi. W zawodach wystartowali tylko mężczyźni.

## Medaliści  mistrzostw Polski

### mężczyźni
| Konkurencja: | Złoto:                                 | Srebro:                           | Brąz:                           |
| -60 kg       | Zdzisław Wójcik AZS Kraków             | Janusz Orłowski AZS-AWF Warszawa  | Zenon Granat AZS-AWF Warszawa   |
| -64 kg       | Kazimierz Jaremczak TWF Gdańsk         | Piotr Bąbka AZS Kraków            | Jan Ślawski AZS-AWF Warszawa    |
| -68 kg       | Adam Święc AZS-AWF Warszawa            | Im Kuan Sik TWF Gdańsk            | Jerzy Banaszak AZS-AWF Warszawa |
| -72 kg       | Waldemar Kołaczkowski AZS-AWF Warszawa | Kamil Jaderny AZS Kraków          | Janusz Pawluk AZS-AWF Warszawa  |
| -78 kg       | Ryszard Zieniawa TWF Gdańsk            | Jerzy Kasprowicz AZS-AWF Warszawa | Adam Polityński AZS Kraków      |
| +78 kg       | Marian Ulfik AZS-AWF Warszawa          | Władysław Kaczmarczyk AZS Kraków  | –                               |